# Cal Rovira (Cercs)
Cal Rovira és una obra del municipi de Cercs (Berguedà) inclosa en l'Inventari del Patrimoni Arquitectònic de Catalunya.

## Descripció
Es tracta d'un edifici de planta baixa, dos pisos i golfes. El primer pis té balcons amb reixes de forja i llindes als marcs de les obertures en pedra. Al segon pis les finestres són fetes de fusta i les obertures es reparteixen irregularment en el pla de la façana. La teulada és a doble vessant amb sortints de teulada força amplis. Pel costat del carrer del Campet conserva una comuna exterior tradicional. A la façana, a l'altura del primer pis, s'hi conserva la imatge en ceràmica d'un sant.
A l'interior es conserva el gran saló central amb disposició de les habitacions (encara numerades) des d'aquesta sala.

## Història
Després de la seva edificació ha sofert ampliacions i modificacions.
Al llarg de tota la segona meitat del segle xix va ser Hostal del camí ral de Berga a Bagà pel Pont de Rabentí, a la vegada que servia d'estanc i botiga en els baixos de la casa. Convertida en habitatge de particulars en el segle xx, va deixar d'estar habitada regularment l'any 1989.